# Carevič Proša
Carevič Proša (Царевич Проша) è un film del 1974 diretto da Nadežda Nikolaevna Koševerova.

## Trama
Proš vive in un regno. All'improvviso fece un sogno meraviglioso e Proš non volle raccontare questo sogno a suo padre. Allo zar questo non piacque e scacciò Proš dal regno.